# Langenbacher Brunnen

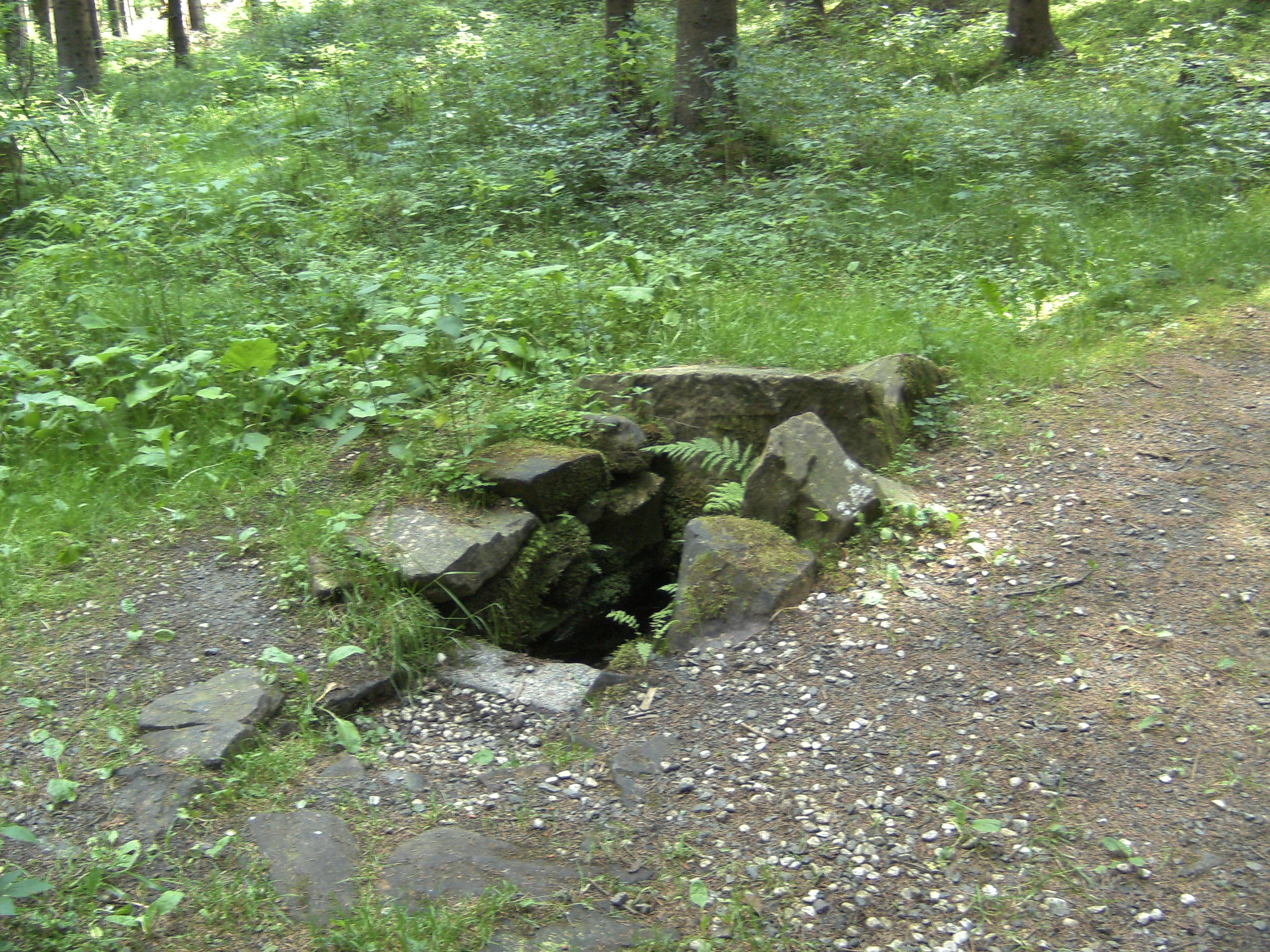
Langenbacher Brunnen 2014

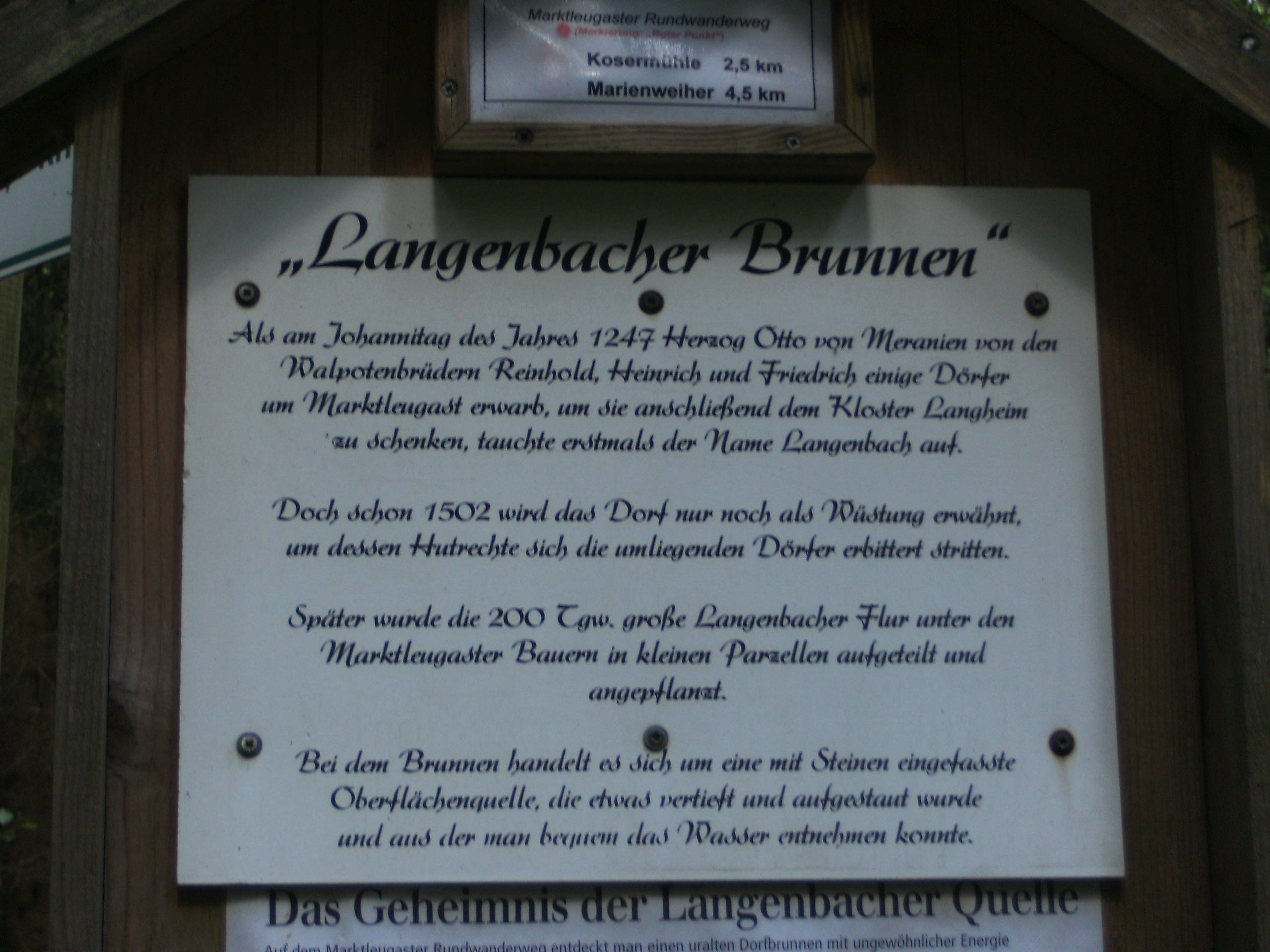
Die Brunnentafel

Der Langenbacher Brunnen ist eine Quelle in der oberfränkischen Gemeinde Marktleugast.
Sie liegt im Wald auf 547 m Höhe, ca. 2 km nordöstlich der Ortschaft Marktleugast, nahe der Großen Koser und 500 m nördlich der Bundesstraße 289.

## Geschichte

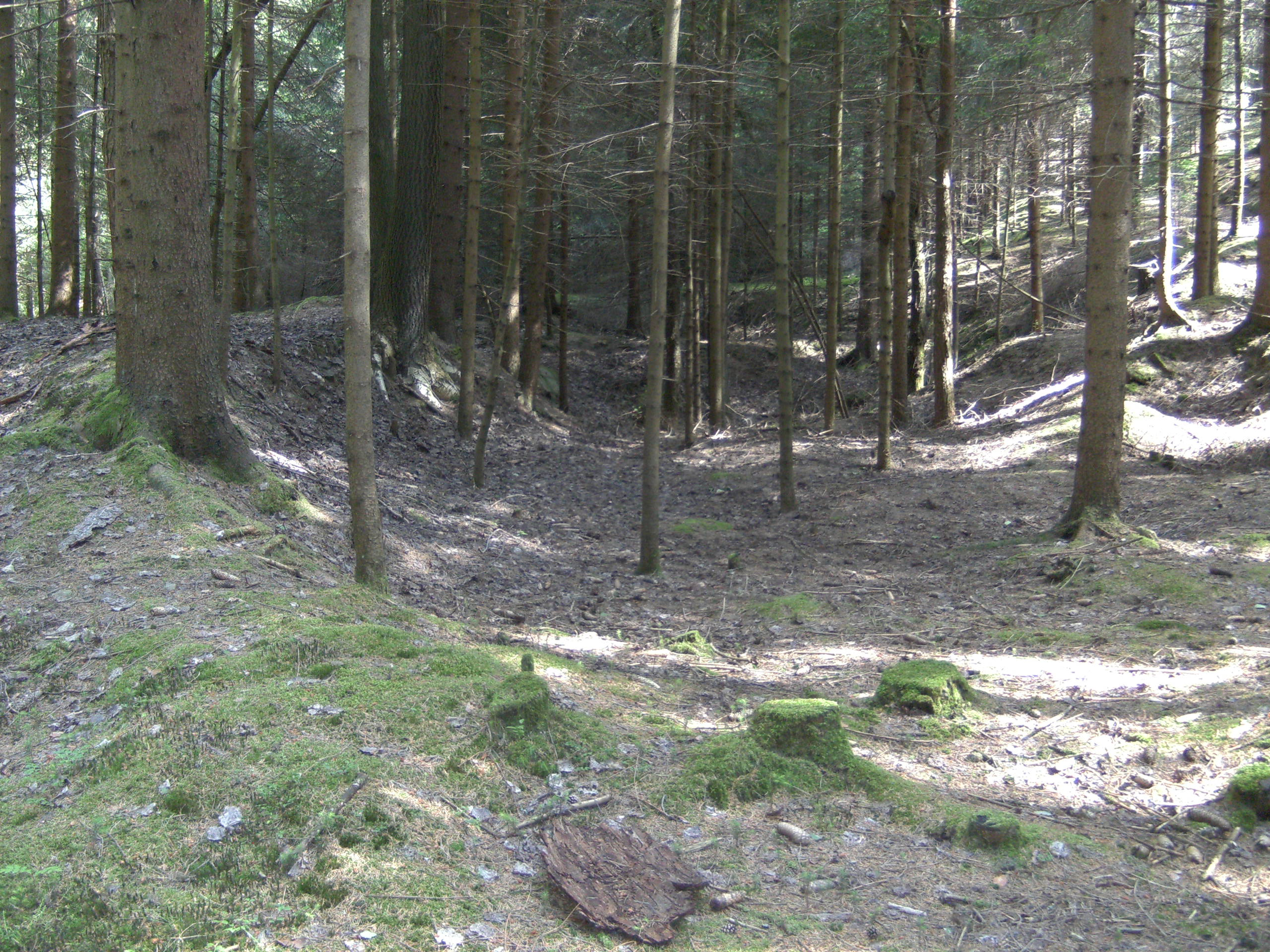
Wüstung Langenbach

Die Quelle war – urkundlich belegt – Trinkwasserbrunnen des 1247 erstmals erwähnten Dörfchens Langenbach, das schon im Jahr 1502 als Wüstung genannt wurde. 2009 wurde das Umfeld der Quelle von der Gemeinde Marktleugast mit Hilfe einiger Bürger renoviert.

## Beschreibung
Das stark eisenhaltige Wasser der mit Steinen eingefassten Oberflächenquelle kommt aus 52 Metern Tiefe.

## Legende
Dem Wasser werden Wunderkräfte nachgesagt, seine Eigenschaften sollen ähnlich denen des Brunnens im französischen Wallfahrtsort Lourdes sein.